# Graix
Graix là một xã trong tỉnh Loire miền trung nước Pháp.